# Virilist
Virilist (lat. virilis od vir = muškarac) je nazvan iz povijesti ustavnog prava Hrvatske, ostalih zemalja Austro-Ugarske Monarhije, Njemačke i Poljske za poseban ustavnopravni institut kojim su se u 19. st. i prvoj polovici 20. st. nazivali članovi zakonodavnih tijela koji su uživali osobno pravo glasa (lat.
votum virile) kao članovi parlamenta. Virilisti su svoje članstvo u parlamentu mogli uživati po osnovi svoga službenog položaja (ban, veliki župani, suci, rektori sveučilišta), dostojanstva (vjerski velikodostojnici), nasljednog prava (pripadnici plemstva) ili imenovanja od strane državnog poglavara (vladara). Institut virilista nastaje još tokom staleških predstavničkih tijela, a tokom preobrazbe srednjoeuropskih društava iz staleških u građanska društva on opstaje kao pokušaj pronalaženja novog položaja za stare predmoderne političke elite, bilo formiranjem zasebnog gornjeg doma rezerviranog za prvenstveno pripadnike visokog plemstva i svećenstva (Pruska 1850–1918., Austrija 1861–1918) ili pak njihovim zadržavanjem kao članova općega doma u jednodomnim parlamentima. Ožujskim ustavom iz 1849.god. nije bilo predviđeno bilo da parlament carstva (njem.Reichstag ) bilo zemaljski sabori krunovina imaju članove viriliste, osim u Ugarskoj, Hrvatskoj i Erdelju. Nakon što je Listopadskom diplomom 1861. god. vraćena ustavnost u Austrijsko Carstvo, te sazvani zemaljski sabori u svim krunovinama monarhije, položaji virilista će biti uvedeni u sve zemaljske sabore, a na razini austrijskog dijela carstva bit će uveden dvodoman parlament, čiji će se gornji dom - Dom gospode (njem.Herrenhaus ) sastojati od prvenstveno pripadnika visokog plemstva i crkvenih velikodostojnika. U austrijskom dijelu monarhije virilisti u zemaljskim sabori će biti malobrojni i isključivo ograničeni na dijacezanske biskupe i rektore sveučilišta, te predsjednike akademija znanosti, dok u ugarskom dijelu monarhije na položajima virilista će i dalje dominirati prvenstveno plemstvo. Do najkasnije nakon II. svj. rata ovaj politički institut je nestao iz svih srednjoeuropskih zemalja. Danas virilisti postoje u Velikoj Britaniji kao članovi Doma lordova.

## Hrvatsko-slavonsko-dalmatinski sabora
Do 1848. god. Sabor Kraljevine Hrvatske, Dalmacije i Slavonije (lat. Congregatio Regnorum Croatie, Dalmatiae et Slavoniae) isključivo je staleško tijelo koje predstavlja staleže i redove Kraljevstva (lat. status et ordines Regni) u koje ulaze velikaši (lat. magnates), prelati (biskupi, opati, prepošti kaptola i poglavari vjerskih redova), predstavnici plemstva birani po županijama te predstavnici slobodnih kraljevskih gradova i privilegiranih područja (plemenite općine Turopolje, Draganić i Rovišće). Članovi Hrvatskog sabora iz redova velikaša (ban, veliki župani, knezovi, grofovi i baruni) i prelata te župan turopoljski bili su po vlastitom pravu i članovi Ugarskog sabora, uz dva posebna poslanika koje bi Hrvatski sabor kolektivno slao na Ugarski sabor. Zasjedanjem „Narodne skupštine“ 25. ožujka 1848. u Zagrebu u čijem radu uz staleže i redove Kraljevstva sudjeluju i predstavnici zagrebačkih narodnjaka, studenti Pravoslovne akademije te pitomci biskupskog sjemeništa započinje moderni oblik parlamentarizma u Kraljevinama Hrvatskoj, Dalmaciji i Slavoniji. Nakon što je car i kralj Franjo Josip I. imenovao baruna Josipa Jelačića od Bužima za bana, Bansko vijeće, uvažavajući Zahtijevanja naroda 13. svibnja 1848. god. donosi novi izborni red pod naslovom "Naredba o pozivanju i zastupanju sabora kraljevinah Dalmacie, Hervatske i Slavonie imajućem se deržat dana 5. i sliedećih mieseca lipnja t. g. u Zagrebu, napravljena u vieću banskom 8. i sliedećih mieseca dana svibnja 1848". Od tada, pa do 1918. god. Hrvatski sabor će se sastoji od izabranih narodnih zastupnika i članova virilista s osobnim pravom glasa u saboru (lat. votum virile), koje se u sabor saziva putem banske pozivnice (lat. literae banales).
Od 1848. god. virilisti Sabora Kraljevinah Dalmacije, Hrvatske i Slavonije su:
- ban
- stožernik i nadbiskup zagrebački, srpski patrijarh i mitropolita karlovački, dijacezanski i titularni biskupi (vladike) Katoličke i Pravoslavne Crkve,
- podvojvoda  (lat. Vice-Capitaneus) Trojedne Kraljevine,[9]
- svi punoljetni velikaši (kneževi, grofovi, baruni) kraljevstva, koji u njemu prebivaju ili posjeduju posjeda,
- veliki župani ili županske časti namjesnici,
- prisjednici banskoga stola,
- župan Plemenite općine Turopoljske.[10][11]

### Nakon Hrvatsko-ugarske nagodbe
Nakon sklapanja Hrvatsko-ugarske nagodbe 1868. god. donjet je novi Zakon o ustrojstvu Sabora kraljevinah Dalmacije, Hrvatske i Slavonije kojim je određeno kako će se Sabor sastojati od 67 izabranih narodnih zastupnika, te od zastupnika virilista. Zakonom iz 1888. je utvrđeno kako se broj narodnih zastupnika podiže na 90, a pošto je Hrvatski sabor oduvijek bio jednodoman ukupan broj članova sabora s virilnim pravom glasa nije smio prelaziti polovicu broja izabranih zastupnika. 
Novi popis virilista je ostao na snazi do 1918. god, a uključivao je;
- crkvene dostojanstvenike: nadbiskupa zagrebačkog; mitropolita i srpskog patrijarha; dijacezanske biskupe (ne više i titularne) Katoličke Crkve: biskupa bosansko-srijemskog, senjsko-modruškog i križevačkog; pravoslavne episkope: slavonskog i gornjokarlovačkog, te vranskog priora.[14]
- velike župane županija: Bjelovarsko-križevačke, Ličko-krbavske, Modruško-riječke, Požeške, Srijemske, Varaždinske, Virovitičke, Zagrebačke i župana Plemenite općine Turopoljske.[15]
- muške članove odabranih kneževskih, grofovskih i barunskih obitelji.

Virilisti iz reda velikaša morali su ispunjavati i dodatne uvjete uz plemićko podrijetlo: posjedovanje hrvatsko-ugarskog indigenata, minimalno 24. navršene godine, neosuđivanost, da nije pod stečajem, znanje hrvatskog jezika te ispunjavanje imovinskog cenzusa tj. posjedovanje na teritoriju Kraljevina Hrvatske i Slavonije osobnog zemljišnog posjeda ili obiteljske povjeridbe (lat. fideicommissum) u vrijednosti od minimalno 1000 forinti austrijske vrijednosti. Ako je virilist velikaš imao imovinu manje vrijednosti ili je izgubio imovinu, tada bi mu saborski mandat bio stavljen u mirovanje dok god ne ispuni ovaj imovinski cenzus. Ako bi više velikaša ispunjavalo uvjete za članstvo u Saboru, tada bi prvenstvo prilikom popunjavanja broja virilnih članova imali oni velikaši virilisti koji plaćaju veći porez, a između ovih, oni koji su stariji.
1891. god. Sabor je sastavio zadnji imenik - ozakonjenog u obliku posebnog zakona - velikaških obitelji koje su imale nasljedno osobno pravo glasa:
- kneževi: 1. Batthyány-Stratmann; 2. Odeschalchi.
- grofovi: 3. Bombelles; 4. Chotek; 5. Draskovich; 6. Eltz-Kempenih; 7. Erdödy; 8. Jankovich; 9. Karácsony; 10. Keglevich; 11. Khuen-Belasi; 12. Nugent; 13. Orsich; 14. Pallfy; 15. Pejacsevich.
- baruni: 16. Edelsheim Gyulai; 17. Inkey; 18. Jellachich; 19. Kavanagh-Ballyane; 20. Kulmer; 21. Ottenfels-Gschwind; 22. Rauch.[17]

Nakon 1891. god. Sabor i Zemaljski arhiv su svaki imali obvezu voditi imenik velikaških obitelji s osobnim pravom glasa u koji bi se upisivala imena svih muških članova dotičnih obitelji, a saborski imenik bi ovjeravali predsjednik Sabora i saborski arhivar, dok zemaljski imenik bi ovjeravali ban i zemaljski arhivar. Lokalne vlasti županija i gradova isto su imale obvezu voditi imenik svih članova obitelji s virilnim pravo glasa koje su živjele na teritoriju dotične jedinice lokalne samouprave.
Virilistima koji su to bili po svojem položaju (crkveni dostojanstvenici, veliki župani) mandat bi prestajao s prestankom njihove dužnosti po kojoj su uživali pravo virilnog glasa, dok virilistima iz reda velikaša mandat bi prestajao ako bi proglasili stečaj ili ne bi više ispunjavali imovinski cenzus. Objema skupinama virilista mandat bi prestajao ako bi bili osuđeni za teško kazneno djelo ili za prekršaj iz koristoljublja, te ako bi izgubili državljanstvo.
Poznati virilisti Hrvatskog sabora: grof Đuro Jelačić (potkapetan kraljevstva), kardinal Juraj Haulik de Várallya, kardinal Josip Mihalović, biskup Josip Juraj Strossmayer, patrijarh Josif Rajačić, Ivan Kukuljević Sakcinski (veliki župan), Ljudevit Vukotinović (veliki župan), grof Petar Pejačević (veliki župan), grof Ladislav Pejačević, grof Teodor Pejačević, grof Miroslav Kulmer, Levin barun Rauch de Nyek.

## Dom velikaša Ugarskog sabora (Ugarsko-hrvatskog sabora)
Naspram Hrvatskog sabora koji je oduvijek bio jednodoman, Ugarski sabor (lat. Parlamentum Publicum / Parlamentum Generale) je vrlo rano počeo djelovati kao dvodoman parlament, što je ozakonjeno 1608. god. (zak. čl. I. 1608.). Sastojao se do 1867. od dva "stola" tj table; "stola velikaša" (lat. tabula magnatum) i "stola staleža" (lat. tabula statuum / tabula nobilium). Stol velikaša se sastojao od; 
- velikaša (magnata) po časti: 
  - stjegonoše kraljevstva (lat. Barones Regni),[19]  (palatin, državni sudac, ban Hrvatske, kraljevski tavernik, itd);
  - dva čuvara svete krune (lat. Sanctae Coronae Regni Hungariae Conservatores),[20]
  - velikih župana (supremi comites) i velikih kapetana privilegiranih područja (hajdučki, jazički i kumanski distrikti),
- velikaša (magnata) po rođenju: punoljetni kneževi, grofovi i baruni,
- poslanika (lat. nuntius / orator regni) hrvatsko-slavonskog sabora
- prelata Katoličke Crkve (biskupi, određeni opati i prepošti kaptola) te kasnije i od episkopa Pravoslavne Crkve,

koje bi na zasjedanje sabora pozivao osobno kralj slanjem kraljevskih pozivnica (lat. literae regales). Kralj bi i predsjedao prvom sjednicom, nakon čega bi stolom velikaša predsjedao palatin. Uz jednog hrvatsko-slavonskog poslanika odaslanog stolu velikaša, a koji bi kolektivno zastupao Kraljevine Hrvatsku i Slavoniju, i ostali velikaši iz Hrvatske (rođeni velikaši, veliki župani, prelati) bi po vlastitom pravu uživali članstvo i osobno pravo glasa (lat. votum virile) pri stolu velikaša ugarskog sabora.

### Nakon 1867./68.
Sklapanjem (Austro-ugarske nagodbe 1867. god. Ugarski sabor (mađ. Országgyűlés, njem. Reichstag) je priznat za jedan od dva državna parlamenta ( Reichstag ) unutar Austro-Ugarske Monarhije, naspram ostalih predstavničkih tijela koja su imala status zemaljskih skupština (njem. Landtag), te se konačno ustrojavaju dva doma parlamenta: Zastupnički dom (mađ. Képviselőház) koji će konačno imati 453 zastupnika (40 iz Hrvatske) i Dom velikaša  (mađ. Főrendiház) s neograničenim brojem članova. Predsjednika i dva potpredsjednika doma imenovao je kralj na prijedlog ministarskog vijeća. Dom velikaša će postojati od 1867. do 1918. god, te od 1927. – 1945. god.
Sjedinjenjem Velike Kneževine Erdelj Kraljevini Ugarskoj 1867. god u Dom velikaša će ući i predstavnici iz Erdelja; velikaši, veliki župani, župan Saksonaca, predstavnici saksonskih i sekeljskih stolica (lat. sedes ,mađ. szék ,njem. stuhl), te poglavari protestantskih crkava (Reformirane, Evangeličke i Unitarijanske Crkve). Sklapanjem Hrvatsko-ugarske nagodbe 1868. članovima Doma velikaša će postati i posebni zastupnici Sabora Kraljevina Hrvatske, Slavonije i Dalmacije.

### Nakon 1885.
Konačni popis virilista Doma velikaša bit će utvrđen 1885. god Zakonom o uređenju Doma velikaša, po kojem se ubuduće članstvo u domu sastoji od velikaša:
- s pravom nasljedstva
- po svom dostojanstvu ili službi
- zbog doživotnog imenovanja od strane Njegovog Veličanstva kralja (kraljevski regalisti)
- zbog izbora obavljenog po hrvatsko-slavonskom saboru

Pobliže je istim zakonom uređeno kako će pravo virilnog glasa u Domu velikaša imati oni velikaši s nasljednim pravom koji su:
- punoljetni nadvojvode vladarske kuće,
- velikaši (kneževi, grofovi, baruni) s minimalno navršenih 24. godine, te imovinom u vrijednosti od barem 3000 forinta austrijske vrijednosti - broj ovih članova nije ograničen, te svi koji su ispunjavali ovaj uvjet su mogli biti članovi Doma.

Po svom dostojanstvu ili službi dok istu obavljaju članovi doma su:
- stjegonoše države (lat. Barones Regni)[19] i požunski grof:[21]
- oba čuvara svete krune[20]
- guverner Rijeke
- predsjednik i drugi predsjednik kraljevske kurije, i budimpeštanske kraljevske table[22]

Iz reda crkvenih dostojanstvenika;
- knez-primas Ugarske, katolički nadbiskupi i dijacezanski biskupi rimskog i grčkog obreda, naslovni biskupi Knina i Biograda, opat Panonhalma, vranski prior i prepošt jaszovski
- pravoslavni srpski patrijarh, pravoslavni rumunjski mitropolit, te ostali dijacezanski biskupi (episkopi)
- po službi tri najstarija biskupa Evangeličke Crkve (luterani), tri nadkuratora Reformirane Crkve (kalvinisti), glavni nadzornik i dva okružna nadzornika Evangeličke Crkve, biskup ili nadkurator Unitarijanske Crkve

Na prijedlog ministarskog vijeća kralj je mogao imenovati i doživotne članove iz reda zaslužnih građana, no njihov broj je bio ograničen na 50. Veliki župani, župan Saksonaca i predstavnici saksonskih i sekeljskih stolica su nakon 1885. izgubili članstvo u Domu velikaša. Ovo članstvo Doma velikaša će ostati na snazi do 1918. god.

## Dalmatinski sabor
Dalmatinski sabor (njem.  Dalmatinische Landtag ,tal.  Dieta della Dalmazia ), Sabor Kraljevine Dalmacije osnovan je 1861. god., a imao je samo dva virilista:
- katolički nadbiskup zadarski
- pravoslavni episkop dalmatinski

## Istarski sabor
Istarski sabor (njem.  Istrien Landtag ,tal.  Dieta della Istria ), Sabor Markgrofovije Istre osnovan je 1861. god., a imao je tri virilista:
- porečko-pulski biskup
- tršćansko-koparski biskup
- krčki biskup

## Češki zemaljski sabor
Listopadskom diplomom 1861, god. osnovan je zemaljski sabor Kraljevine Češke (čes.  Sněm Království českého , njem.  Landtag des Königreiches Böhmen ). Sabor se sastojao od 242 zastupnika, od čega su prvo 5, a nakon 1882.god. - i podjele Karlovog sveučilišta u Pragu na njemačko i češko sveučilište - 6 bili virilisti:
- knez-nadbiskup Praga; biskupi: Litomerice, Kraljičina Gradca i České Budějovice
- rektor Karlovog sveučilišta u Pragu ( K.k. deutsche Karl-Ferdinands-Universität zu Prag)
- rektor Karlovog sveučilišta u Prahu ( c. k. česká universita Karlo-Ferdinandova)

## SejmGalicije i Ludomerije
Listopadskom diplomom 1861, god. osnovan je zemaljski sabor (pol.  Sejm Krajowy , njem.  Landtag von Galizien ) Kraljevine Galicije i Ludomerije i Velikog Vojvodstva Krakov s Vojvodstvima Auschwitz i Zator. Sejm se sastojao od 161 člana, od kojih su 12 bili virilisti. Virilisti galicijskog sejma su bili:
- rimokatolički nadbiskup Lavova; knez-biskup Krakova; biskupi: Tarnova i Przemišla
- grkokatolički nadbiskup Lavova, i grkokatolički biskupi: Stanislava i Przemišla
- armenski katolički nadbiskup Lavova
- rektori: Jagielonskog sveučilišta, Sveučilišta u Lavovu i Politehničke škole u Lavovu
- predsjednik Akademije znanosti u Krakovu

## Bosansko-hercegovački sabor
Bosanski i Hercegovački sabor (Sabor Bosne i Hercegovine) (njem.  Bosnischer Landtag ) osnovan je 1910. godine. Imao je ukupno 20 virilista:
- Reisu-l-ulema, direktor vakufsko-mearifske uprave, sarajevski i mostarski muftija i po imenovanju najstariji muftija
- četiri srpsko-pravoslavna episkopa i predsjednik školskog odbora pravoslavne zajednice
- nadbiskup vrhbosanski, biskupi: banjalučki i mostarsko-duvanjski, te provincijali franjevačkih provincija Bosne Srebrene i Hercegovine
- židovski sefardski nadrabin
- predsjednik Vrhovnog suda
- predsjednik Odvjetničke komore u Sarajevu
- načelnik zemaljskog glavnog grada Sarajeva
- predsjednik Trgovačke i obrtničke komore u Sarajevu

## Poljski sejm (1918)
Ustav Kraljevine Poljske iz 1918. god. koji je proglasilo Regentsko vijeće predviđao je kako će se Državno vijeće Kraljevine Poljske (pol.  Radzie Stanu Królestwa Polskiego ) sastojati od 110 članova, od čega će njih 12 biti virilisti (pol.  wirylistow ). Predviđeni članovi parlamenta virilisti su:
- šest dijacezanskih rimokatoličkih biskupa
- superintendant Generalne sinode Evangeličke Crkve
- superintendant Reformirane Evangeličke Crkve
- najstariji židovski rabin glavnoga grada Varšave
- rektor Varšavskog sveučilišta i rektor Varšavske Politehnike
- predsjednik Vrhovnog suda

## Senat Kraljevine Jugoslavije
Iako Kraljevina Jugoslavija nije poznavala termin virilist, ipak je poznavala institut imenovanih članova zakonodavnih tijela imenovanih od strane državnog poglavara (Kralja). Po ustavu Kraljevine Jugoslavije iz 1931. god. ( čl. 50.) proglašenim od strane kralja Aleksandra I. narodno predstavništvo Kraljevine Jugoslavije se sastojalo od Senata i Narodne skupštine. Senatori su mogli biti birani ili imenovani od strane kralja, pri čemu je maksimalni broj imenovanih senatora morao biti jednak broju biranih senatora.

## Županijski dom Hrvatskog sabora
Iako Republika Hrvatska pravno ne poznaje institut virilista, ipak po čl. 71. Ustava iz 1990. god. postojali su zastupnici u Hrvatskom saboru koji za svoj mandat izravno nisu odgovarali biračima, već su uživali neposredno osobno pravo glasa u Saboru. Ustavom Republike Hrvatske iz 1990. god. Hrvatski sabor se sastojao od dva doma: Zastupničkog doma i Županijskog doma. Županijski dom se sastojao od po tri birana zastupnika po svakoj županiji, te do pet zastupnika imenovanih od strane Predsjednika Republike. Uz institut imenovanih zastupnika hrvatski ustav iz 1990. god. je poznavao i institut doživotnog člana zakonodavnog tijela koji svoje članstvo stječe po dužnosti. Nakon isteka mandata Predsjednik Republike postaje doživotni član Županijskog doma.